# Ferdinandka
Ferdinandka (oficiální, avšak vyjma statistických účelů prakticky neužívané, označení zní Cvrčovice-u dolu) je osada, základní sídelní jednotka obce Cvrčovice v okrese Kladno. Nachází se asi ¾  km zjz. od Cvrčovic, na planině, která se prostírá mezi touto vesnicí a lesem Na Vysokém. Je zde evidováno 14 adres (vše v jediné ulici jménem Lesní). Trvale zde žije 18 obyvatel.
Ferdinandka leží v katastrálním území Cvrčovice o rozloze 2,48 km2.

## Historie
Osada vznikla při někdejším kamenouhelném dole Ferdinand (nazvaném po císaří Ferdinandu V.). Těžba zde probíhala v posledních třech desetiletích 19. století a prvních dvou desetiletích století 20.

## Pamětihodnosti
- Pozůstatky dolu Ferdinand: V osadě se dochovala část budov dolu (silně přestavěný správní objekt a cech). Několik desítek metrů severně od osady se při cestě na Čabárnu nalézají zabezpečená a oplocená ústí zlikvidovaných jam Ferdinand I (vodní) a Ferdinand II (těžní). Prvně jmenovaná jáma je místem 13. zastavení („Důl Ferdinand“) naučné stezky Po lesních cestách do historie dolování uhlí na Kladensku, vedoucí z Vrapic na Čabárnu.
- Křížek, při křižovatce silnic (odbočce k osadě) asi 700 m jv. od Ferdinandky